# Rufius Probianus
 (novembre 2019).
Si vous disposez d'ouvrages ou d'articles de référence ou si vous connaissez des sites web de qualité traitant du thème abordé ici, merci de compléter l'article en donnant les références utiles à sa vérifiabilité et en les liant à la section « Notes et références ».
Rufius Probianus (fl. 416-439) est un homme politique de l'Empire romain.

## Vie
Fils de Rufius Valerius Messalla et de sa femme Probiana, il est préfet de l'urbe de Rome en 416.
Il épouse Synesia Gennadia, fille de Synesius, chrétien, et petite-fille de Synesius et de sa femme Gennadia, fille de Gennadius, petite-fille de Marcus Ulpius Pupienus Silvanus Gennadius, consularis vir, et arrière-petite-fille de Marcus Ulpius Silvanus. Ils ont pour fils Rufius Postumius Festus et Rufius Gennadius Avienus.